# 두레소리
"두레소리"는 2012년에 개봉한 대한민국의 영화이다.

## 캐스팅
- 김슬기 : 슬기 역
- 조아름 : 아름 역
- 임하늬 : 하늬 역
- 최은영 : 은영 역
- 최은혜 : 은혜 역
- 함현상 : 작곡선생님 역
- 이일규 : 학년주임 역
- 이지하 : 아름이모 역
- 임인환 : 음악부장 역
- 이규호 : 슬기아버지 역
- 정명찬 : 교장선생님 역
- 최수정 : 아름전공선생님 역
- 김정도 : 댄스학원관장 역
- 조정래 : 고수 / 진행요원 역
- 권혁란 : 서무계직원 역
- 박상규 : 치킨배달원 역
- 최윤석 : 전공시험고수 역
- 조정래 : 전공시험고수 역
- 조정래 : 대학시험고수 역
- 박정혁 : 고수 역
- 정영훈 : 고수 역
- 박송희 (특별출연)
- 김명자 (특별출연)
- 임공희 (특별출연)
- 조영제 (특별출연)
- 백정욱 (특별출연)
- 이순하 (특별출연)
- 한덕택 (특별출연)
- 정영진 (특별출연)